# 李亚洲
李亚洲（1955年12月—），重庆市开县郭家镇人。中华人民共和国少将。毕业于解放军南京工程兵学院工程机械专业、解放军徐州工程兵指挥学院合成指挥专业。
2002年4月，任四川省宜宾军分区司令员。2003年11月，任四川省军区后勤部部长。2006年10月，任四川省军区参谋长。2008年2月任四川省军区副司令员，同年7月晋升为少将军衔。2011年10月，任贵州省军区司令员。2013年11月，任四川省军区司令员。